# Bulbul de Conrad
Pycnonotus conradi
Espèce
Statut de conservation UICN

 NE  : Non évalué
Le Bulbul de Conrad (Pycnonotus conradi) est une espèce de passereaux de la famille des Pycnonotidae.
Son nom commémore le capitaine brêmois Paul Conrad, présent aux Indes orientales en 1870.
Son aire s'étend à travers l'Indochine.